# Campeonato Peruano de Voleibol Feminino
O Campeonato Peruano de Voleibol Feminino — Série A  é a principal competição de clubes de voleibol feminino do Peru. Trata-se de uma das principais ligas nacionais da América. O torneio é organizado pela Federação Peruana de Voleibol (FPV), chamada de Copa Movistar por ser patrocinada pela Movistar e classifica seu campeão ao Campeonato Sul-Americano de Clubes.

## Edição atual
Equipes que disputam a temporada 2022/2023:
| Equipe                              | Cidade       | Última participação    | Temporada 2021/2022 |
| ----------------------------------- | ------------ | ---------------------- | ------------------- |
| Regatas Lima                        | Lima         | A1 2021/2022           | 1º                  |
| Club Alianza Lima Vóley             | Lima         | A1 2021/2022           | 2º                  |
| Géminis de Comas                    | Lima         | A1 2021/2022           | 3º                  |
| Latino Amisa                        | Pueblo Libre | A1 2021/2022           | 4º                  |
| Rebaza Acosta                       | Callao       | A1 2021/2022           | 5º                  |
| Circolo Sportivo Italiano           | Lima         | A1 2021/2022           | 6º                  |
| Deportivo Jaamsa                    | Lima         | A1 2021/2022           | 7º                  |
| Deportivo Alianza                   | Lima         | A1 2021/2022           | 8º                  |
| Golazo Comas                        | Lima         | A1 2021/2022           | 9º                  |
| Universidad de San Martín de Porres | Lima         | Reclassificatório 2022 | 1º                  |
| Túpac Amaru                         | Lima         | Reclassificatório 2022 | 2º                  |
| Sumak Selva                         | Moyobamba    | Reclassificatório 2022 | 3º                  |

## História
O primeiro clube campeão foi o Club Divino Maestro cujo título ocorreu na primeira edição em 1965 e até a temporada de 2002 os torneios nacionais do Peru com a nomenclatura de Divisão Superior Nacional de Voleibol (DISUNVOL), e após desfiliação da FPV por parte da FIVB, que alegou interferência política e após novamente se filiar-se a FIVB criou a então Liga Nacional Superior de Voleibol  (LNSV) em 2004.
Na jornada esportiva de 2008 em cumprimento das exigências da FIVB o torneio passou a ter duração maior de seis meses, com 11 clubes da capital e  4 oriundos das províncias torneio abertura (turno) continha 120 partidas em 14 rodadas, classificando-se as 10 primeiras equipes para aa fase final, patrocinado pelo Grupo Telefónica e transmitido pelo CMD Cable Mágico Deportes .